# Kings and Queens
Kings And Queens är en låt av Aerosmith, skriven av Steven Tyler, Brad Whitford, Tom Hamilton, Joey Kramer och Jack Douglas. Låten släpptes som andra singel från albumet Draw the Line (utgivet 1977) och nådde nummer 70 på Billboard Hot 100. 
Sången spelades mycket på bandets konserter på 1970- och 1980-talen men har efter det nästan aldrig spelats live. Kings and Queens är den sista låten i Guitar Hero: Aerosmith som låses upp när man klarar Train Kept A-Rollin', som anses vara den sista låten.